# Epirhyssa ferruginea
Epirhyssa ferruginea là một loài tò vò trong họ Ichneumonidae.